# Сура Аль-Фатіха
Сура Аль-Фатіха (араб. سورة الفاتحة) або Відкриваюча — назва першої, найважливішої сури Корану, що коротко викладає основні догмати ісламу. Її повторюють на початку кожного ракату. Мекканська сура, одностайно має сім аятів.
Суру також читають при здійсненні найважливіших мусульманських обрядів, при укладанні шлюбу, на похоронах тощо. Каліграфічно виконані аяти Аль-Фатіхи часто використовують в оформленні культових будівель, амулетів тощо. Словом «Аль-Фатіха» часто називають і різні ритуальні церемонії, наприклад поминальні молитви після похорон в Ірані і Афганістані.
Таким чином, сура Аль-Фатіха містить сенс Корану, а мета сури у представленні основ релігії. Також Аль-Фатіха в першому аяті містить басмалу — вступ до кожної з решти сур Корану.

## Назви
Сура Аль-Фатіха містить багато імен, згаданих вченими у своїх книгах, зокрема імамом Ар-Разі, аль-Куртубі, ас-Суюті. Головна назва сури походить від слова відкриття (араб. فَاتِحَة). Деякі з інших назв:
- Мати Корану (араб. أمّ القرآن أو أمّ الكتاب) — назва відома з хадису Абу Хурайри. В переказі йдеться про те, що Мухаммад назвав суру «Матір'ю Книги» в контексті молитви, де Аль-Фатіха обов'язкова[7]. Існують інші тлумачення, але в цілому вони сходяться на надважливості сури.

- Сім повторюваних аятів (араб. السبع المثاني) — назва походить від кількості аятів та їх повторюваності кожного намазу. Також існує хадис, в яких Аллаг сказав посланнику про «сім повторюваних аятів», маючи на увазі Аль-Фатіху[8][9].

## Зміст
بِـــــسْمِ اللّٰهِ الرَّحْمٰنِ الرَّحِيْمِ ۝١‎
[Bismi l-lāhi r-raḥmāni r-raḥīm(i)]
Ім'ям Аллага Милостивого, Милосердного!
اَلْحَمْدُ لِلّٰهِ رَبِّ الْعٰلَمِيْنَ ۝٢‎‎
[’alḥamdu lil-lāhi rab-bi l-‘ālamīn(a)]
Хвала Аллагу, Господу світів!
الرَّحْمٰنِ الرَّحِيْمِ ۝٣‎‎
[’ar-raḥmāni r-raḥīm(i)]
Милостивому, Милосердному!
مَلِك يَوْمِ ٱلدِّينِ ۝٤‎
[Māliki yawmi d-dīn(i)]
Царю Судного дня!
إِيَّاكَ نَعْبُدُ وَإِيَّاكَ نَسْتَعِينُ ۝٥‎‎
[’iy-yāka na‘budu wa’iy-yāka nasta‘īn(u)]
Лише Тобі ми поклоняємося і лише в Тебе просимо допомоги,
 ٱهْدِنَا ٱلصِّرَاطَ ٱلْمُسْتَقِيمَ ۝٦‎
[’ihdinā ṣ-ṣirāṭa l-mustaqīm(a)]
веди нас шляхом прямим,
صِرَاطَ الَّذِينَ أَنعَمتَ عَلَيهِمْ غَيرِ المَغضُوبِ عَلَيهِمْ وَلاَ الضَّالِّينَ ۝٧‎
[Ṣirāṭa l-ladhīna ’an‘amta ‘alayhim, ghayri l-maghḍūbi ‘alayhim wala ḍ-ḍāl-līn(a)]
шляхом тих, кого Ти наділив благами, а не тих, хто під гнівом Твоїм, і не тих, хто заблукав!

## Тема
Сура ніби віддзеркалює весь Коран, в чому одностайно погоджуються тлумачі, а саме: вихваляння та прославлення Аллага, вихваляння Його, зі згадкою імен, що містять Його піднесені якості, очищення Його від усіх недоліків, підтвердження воскресіння та винагороди, виділення поклоніння та пошук Його допомоги, звернення до Нього з проханням про настанови і благання Його підтвердити їх на прямий шлях.